# Matang Village
Matang Village är en ort i Kiribati.   Den ligger i örådet Nonouti och ögruppen Gilbertöarna, i den sydöstra delen av landet, 280 km sydost om huvudstaden Tarawa. Matang Village ligger 7 meter över havet och antalet invånare är 548. Den ligger på ön Matang.
Terrängen runt Matang Village är mycket platt.  Närmaste större samhälle är Toboiaki Village, 7,5 km söder om Matang Village. 